# Louis Meznarie
Louis Meznarie, francoski avtomehanik, * 14. januar 1930, Saintry-sur-Seine, Francija, † 5. avgust 2020, Le Coudray-Montceaux.
Bil je tehnik motorja in dirkalnih avtomobilov, kasneje pa lastnik ekipe, ki se je udeležil številnih dirk po 24 ur Le Mansa. Od leta 1971 do 1983 je bil uradni strokovnjak za Porschejeve motorje.